# راوبلینگ
راوبلینگ (به آلمانی: Raubling) یک شهر در آلمان است که در بایرن واقع شده‌است.

## خصوصیات
راوبلینگ ۴۴٫۲۰ کیلومترمربع مساحت دارد ۴۶۰ متر بالاتر از سطح دریا واقع شده‌است.